# 이내창
이내창(李來昌, 1962년 ~ 1989년 8월 15일)은 의문사한 대한민국의 민주화 운동가이다.
중동고등학교를 졸업하고 1982년 인천대학교 미술학과에 입학하였으나 휴학하고 입대했다가, 1985년 제대했다. 1986년 중앙대학교 안성캠퍼스 조소학과에 약간 늦은 나이에 입학했다. 이후 이내창은 판화 동아리를 창립하는 등 민족 미술 운동에 관심했고 학생 운동에 뛰어들었다.
중앙대학교 미술대학 4학년에 올라가 안성캠퍼스 총학생회장을 지내던 1989년 여름, 거문도의 유림 해수욕장에서 물에 빠진 시신으로 발견되었다. 시신이 발견된 날짜는 여름 방학 중이던 8월 15일로, 총학생회장인 이내창이 주도하기로 되어 있던 교내 8·15 기념식을 앞두고 8월 14일 학교에서 나가는 모습이 목격된 뒤 하룻만이었다.
이 사건은 당시 노태우 정부에서 단순 실족 사건 또는 자살 사건인 것으로 결론 지어졌으나 학생 운동 지도자인 이내창이 아무런 연고가 없는 거문도에서 목격자도 없이 사망했다는 정황에 대해서 많은 사람이 의구심을 품었다. 특히 이내창이 거문도로 가던 길에는 정체 불명의 여자가 동행했다는 증언이 나왔고 이 여자가 안전기획부의 직원이었다는 의혹도 제기되었다.
2002년 대한민국의 대통령 소속 의문사진상규명위원회가 이 사건에 대한 중간 발표를 통하여 1989년 당시의 수사 결과와는 달리 이내창의 거문도행에 동행한 여자 도연주의 신분이 안기부 소속 직원이라는 사실이 확인되었고, 이 여자의 친구로 알려진 현직 군인 백승희를 포함한 다수 남자가 이내창의 사망시점에 거문도에 머물고 있었다고 발표했다. 이러한 발표는 이내창의 변사체가 발견된 이래 오랫동안 제기되었던 타살 의혹 또는 정보 기관 개입설을 뒷받침하는 것이었으나, 국가정보원이 자료 제출을 거부한 탓에 2004년 진상 규명이 더는 불가능하다고 결정됐다.
유해는 망월묘지공원에 안장되어 있었으나, 2014년 경기도 이천시의 '민주화운동기념공원'으로 이장하였다.